# Campionat d'Europa de trial juvenil
El Campionat d'Europa de trial juvenil (oficialment: European Youth Trial Championship), regulat per la FIM Europe (l'antiga UEM), és la màxima competició europea de trial a l'aire lliure en categoria juvenil.
Es disputa des del 2000 i està reservat a pilots d'entre 12 i 16 anys que tinguin permís de conduir vàlid per a motocicletes de fins a 125 cc.
L'any 2000 hi hagué un campionat per a motocicletes de fins a 50 cc i entre els anys 2000 i 2004 n'hi hagué un per a motocicletes de fins a 250 cc.

## Historial de categories desaparegudes

### 50 cc
| Edició | Any  | Campió       | Motocicleta |
| ------ | ---- | ------------ | ----------- |
| I      | 2000 | Otto Harjula | Beta        |

### 250 cc
| Edició | Any  | Campió             | Motocicleta |
| ------ | ---- | ------------------ | ----------- |
| I      | 2000 | Mika Vesterinen    | Beta        |
| II     | 2001 | Jeroni Fajardo     | Gas Gas     |
| III    | 2002 | Toni Bou           | Beta        |
| IV     | 2003 | Josep Maria Juan   | Sherco      |
| V      | 2004 | Christian Kregeloh | Sherco      |

## Historial
A 26 de novembre de 2024
| Edició | Any  | Campió                | Motocicleta           |
| ------ | ---- | --------------------- | --------------------- |
| I      | 2000 | Andrea Fistolera      | Beta                  |
| II     | 2001 | Daniel Gibert         | Gas Gas               |
| III    | 2002 | Daniel Oliveras       | Gas Gas               |
| IV     | 2003 | Loris Gubian          | Scorpa                |
| V      | 2004 | Alexz Wigg            | Gas Gas               |
| VI     | 2005 | Alexz Wigg            | Gas Gas               |
| VII    | 2006 | Jack Challoner        | Beta                  |
| VIII   | 2007 | Jack Challoner        | Beta                  |
| IX     | 2008 | Tanguy Mottin         | Gas Gas               |
| X      | 2009 | Pol Tarrés            | Gas Gas               |
| XI     | 2010 | Jorge Casales         | Gas Gas               |
| XII    | 2011 | Steven Coquelin       | Gas Gas               |
| XIII   | 2012 | Jaime Busto           | Beta                  |
| XIV    | 2013 | Franz Kadlec          | Gas Gas               |
| XV     | 2014 | Dan Peace             | Gas Gas               |
| XVI    | 2015 | Toby Martyn           | Beta                  |
| XVII   | 2016 | Jack Peace            | Gas Gas               |
| XVIII  | 2017 | Hugo Dufrese          | Gas Gas               |
| XIX    | 2018 | Martín Riobo          | Gas Gas               |
| XX     | 2019 | Pau Martínez          | Vertigo               |
|        | 2020 | Cancel·lat (COVID-19) | Cancel·lat (COVID-19) |
| XXI    | 2021 | David Fabián          | Beta                  |
| XXII   | 2022 | George Hemingway      | Beta                  |
| XXIII  | 2023 | Fabio Sacht           | Beta                  |
| XXIV   | 2024 | Pablo Echene          | Beta                  |